# Надеждинский сельсовет (Ставропольский край)
Надеждинский сельсовет — упразднённое сельское поселение в Шпаковском районе Ставропольского края России.
Административный центр — село Надежда.

## Символика
31 июля 2000 года утверждены герб и флаг сельсовета.

## История
Статус и границы сельского поселения установлены Законом Ставропольского края от 4 октября 2004 г. № 88-КЗ «О наделении муниципальных образований Ставропольского края статусом городского, сельского поселения, городского округа, муниципального района».
С 16 марта 2020 года, в соответствии с Законом Ставропольского края от 31 января 2020 г. № 16-кз, все муниципальные образования Шпаковского муниципального района были преобразованы путём их объединения в единое муниципальное образование Шпаковский муниципальный округ.

## Население
| 1989    | 2002    | 2010    | 2011    | 2012    | 2013    | 2014    |
| ------- | ------- | ------- | ------- | ------- | ------- | ------- |
| 6832    | ↗8868   | ↗11 214 | ↗11 222 | ↗11 245 | ↗11 300 | ↗11 391 |
| 2015    | 2016    | 2017    | 2018    | 2019    | 2020    |         |
| ↗11 449 | ↗11 579 | ↗11 652 | ↗11 762 | ↗11 829 | ↘11 801 |         |

### Национальный состав
По итогам переписи населения 2010 года проживали следующие национальности (национальности менее 1 %, см. в сноске к строке "Другие"):
| Национальность | Численность | Процент |
| -------------- | ----------- | ------- |
| Русские        | 7946        | 70,86   |
| Армяне         | 1474        | 13,14   |
| Цыгане         | 493         | 4,40    |
| Лезгины        | 362         | 3,23    |
| Даргинцы       | 305         | 2,72    |
| Другие         | 634         | 5,65    |
| Итого          | 11 214      | 100,00  |

## Состав сельского поселения
| № | Населённый пункт | Тип населённого пункта       | Население |
| - | ---------------- | ---------------------------- | --------- |
| 1 | Жилейка          | хутор                        | ↘200      |
| 2 | Надежда          | село, административный центр | ↗12 006   |
| 3 | Ташла            | хутор                        | ↗400      |